# Huzuler

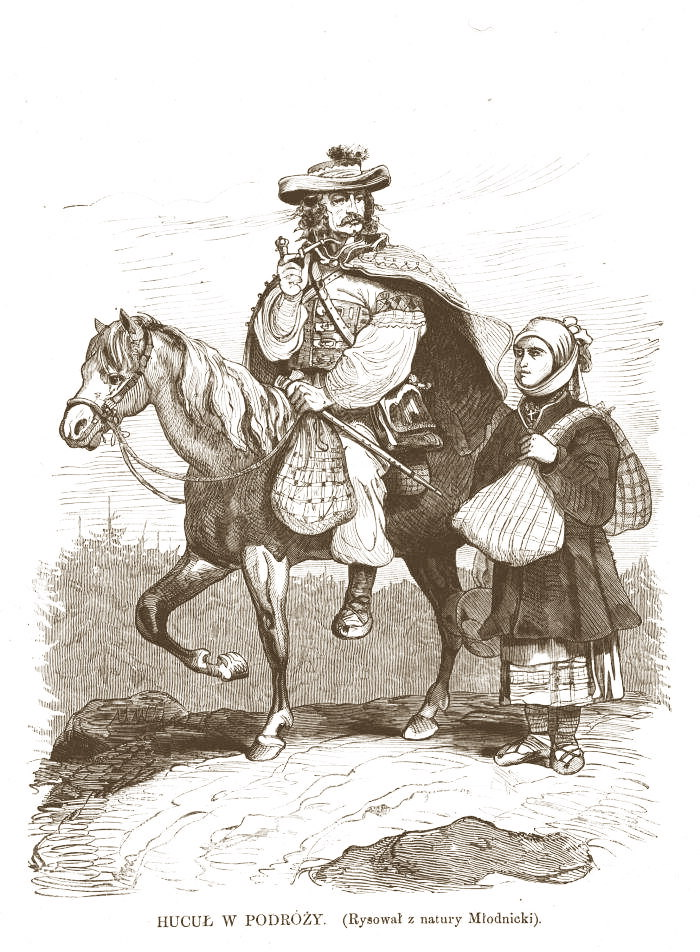
Resande huzul, Galizien, 1872. Litografi.

Huzulerna (på ukrainska: Гуцу́ли, transkribering: Hutsulerna) är ett folkslag som lever i Karpaterna i östra Centraleuropa. Några exakta uppgifter om hur många huzuler det finns går inte att få fram. Omkring 1900 angavs antalet till omkring 200 000.
Deras centrum Corna hora (Det svarta berget) i de svårtillgängliga trakterna mellan floderna Pruts och Ceremos dalgångar öppnades först 1894 mot omvärlden, när en järnväg efter en prestation i österrikisk-ungersk ingenjörskonst drogs genom området. Huzulerna levde då som halvnomader och drev sittande på sina speciella hästar får- och kreaturshjordar över de vidsträckta karpatiska alpängar. 

## Ursprung
Huzulernas ursprung är än idag omdiskuterat och föremål för olika teorier. Enligt en teori skulle de vara en slavifierad rest av skyterna och goterna, enligt en annan avkommor till mongoler eller petjeneger och enligt en tredje en blandning av ukrainska och rumänska stammar. 
Själva kallar de sig "chrestiany" (kristna). Huzulerna talar en rutensk dialekt uppblandad med rumänska ord. Enligt en teori skulle ordet huzul stamma från rumänskans hoț, 'rövare, tjuv', bestämd form hoțul. Dock används i dialektområdet Bukowina, intill huzulernas område, på rumänska ordet hățaș för 'rövare', och det torde vara mindre troligt att de många slaviska språken i området skulle ha införlivat just en rumänsk exonym för folkgruppen. Rumänskan har dessutom ordet huțul för en person ur folkgruppen huzuler, ett ord som den rumänska akademiens ordbok anger kommer från ukrainskans hucul.

## Samhälle
De har traditionellt utgjort ett strängt patriarkaliskt samhälle. En gift kvinna måste alltid ha håret täckt av en duk, medan ogifta var tvungna att gå barhuvade såväl vinter som sommar. 
De huzulska kvinnorna var omtalade för sin skönhet. Detta gällde särskilt de piprökande huzulskorna från staden Zabie. Under den österrikiska tiden kallades de för Karpaternas parisiskor. Vid festliga tillfällen prydde de sig med ett pannsmycke av silverdaler, koraller och färgade glaspärlor, diadem av påfågelsfjädrar, korallhalsband, broderade blusar och mjuka röda saffianskinnstövlar. 

## Näringsliv
Alla, även kvinnorna, var beridna. De speciella småväxta huzulhästarna kunde sägas stärka teorin att huzulerna en gång varit ett stäppens folk som mot sin vilja tvingats upp i bergen. 
Huzulerna arbetade även som flottare. Under den kommunistiska eran, då de förvandlades från en minoritet i ett imperiums östligaste delar till en minoritet i ett ännu större imperiums västra utmarker, Sovjetunionen, tvingades de övergå till kollektivt åker- och skogsbruk. Deras traditionella hantverk - vävnader, broderier, metall- och träarbeten samt keramik med en egenartad ornamentik - industrialiserades.

## Huzulsk identitet
En känsla av en huzulsk identitet har överlevt den kommunistiska eran. Tillhörigheten till den med Rom förenade grekisk-katolska kyrkan har alltid utgjort en bärande faktor i denna identitet. En satsning på turism har inletts och i museet för huzulsk folkkonst i Kolomyja på Karpaternas nordsluttning kan en besökare få en inblick i huzulernas värld. 

### Fotnoter
1. ↑  Nordisk Familjebok (1909) uppslagsord: Hutsuler
2. ↑  rury, Ocelove. ”Riding Over the Hucul Artery”. www.huculskamagistrala.sk. Arkiverad från originalet den 22 april 2021. https://web.archive.org/web/20210422032948/http://www.huculskamagistrala.sk/externe/klaster/home_uk.nsf/pagehm/Riding_Over_the_Hucul_Artery. Läst 23 november 2018.
3. ↑  ”Dex hoț, hot, definiţie hoț, dex.ro”. www.dex.ro. http://www.dex.ro/ho%C8%9B. Läst 23 november 2018.
4. ↑  ”Dex huțul, hutul, definiţie huțul, dex.ro”. www.dex.ro. http://www.dex.ro/hu%C8%9Bul. Läst 23 november 2018.